# 瑪麗亞·亞列姆丘克
瑪麗亞·納扎里芙娜·亞列姆丘克（烏克蘭語：Марія Назарівна Яремчук；1993年3月2日—），乌克兰歌手。曾代表乌克兰参加了在丹麦哥本哈根举行的2014年歐洲歌唱大賽。在26个国家的参赛选手中，她最终名列第六。